# KV42
A tumba KV42 (acrônimo de "King's Valley #42"), no Vale dos Reis em Egito, foi construída para a rainha Hatchepsut Meryt-Ra, esposa de Tutemés III. Mas ela não foi enterrada nesta tumba, pois ela foi reutilizada por Sennefer, um prefeito de Tebas durante o reinado de Amenófis II, e por vários membros de sua família.
A tumba tem a forma de um L e a câmara do sarcófago o formato de um cartucho real, como outras mais recentes da décima oitava dinastia. A tumba foi estudada recentemente pelo Supreme Council of Antiquities e a encontra-se bastante deteriorada.